# Hong Kong nos Jogos Olímpicos de Verão de 1996
Hong Kong participou dos Jogos Olímpicos de Verão de 1996 em Atlanta, Estados Unidos.